# Чарли Адам
Чарли Греъм Адам е шотландски футболист роден на 10 декември 1985 в Дънди. Състезава се за английския клуб Стоук Сити.
За Националния отбор на Шотландия дебютира на 30 май 2007 в приятелски мач срещу Австрия.

## В Шотландия
Преди кариерата си в Рейнджърс, той е част от Дънди Юнайтед между 1999 и 2000 г. Той подписва договор с Рейнджърс през декември 2000 г. Той прекарва голяма част от началото на кариерата си, като играе под наем в други клубове. Докато през сезон 2005/06 година Адам е част от отбора, който печели купата на Шотландия и става шампион в Първата дивизия. При завръщането си в Рейнджърс в края на сезон 2006 той става един от най-добрите в отбора. Адам е част от отбора на Рейнджърс, който достига финала за Купата на УЕФА през 2008 г.

## Блакпул
След като Адам вече не е титулярен играч на Рейнджърс, през сезон 2008/09 той е даден под наем на отбора Блакпул, който играе в Чемпиъншип в Англия. През сезон 2009/10 той става една неразделна част от Блакпул, капитан на отбора, и след победата над Кардиф Сити, отборът му печели промоция във Висшата лига. Адам става блестяща фигура във Висшата лига, изпълненията са му признати с номинация за Играч на годината. В резултат на който получава трансфер в Ливърпул.

## Ливърпул
През юли 2011 г. Адам подписва с Ливърпул за 5 милиона евро. На 13 август 2011 г. Адам прави своя дебют в първия мач на Ливърпул от Висшата лига 2011/12, като играе пълни 90 минути при равенството 1:1 срещу Съндърланд на „Анфийлд“. На 27 август 2011 г., Адам вкарва първия си гол във Висшата лига за Ливърпул в мач срещу Болтън, който Ливърпул печели с 3:1. Адам оттогава се превръща в титуляр на Ливърпул. На 26 февруари 2012 г. той помага на Ливърпул да спечели Карлинг Къп 2012 г.